# 法西斯大委员会
法西斯大委员会（義大利語：Gran Consiglio del Fascismo），又译法西斯大议会、法西斯大评议会，是意大利在一党专政的法西斯政权时期的国家最高机关和咨询机关。
1922年12月15日，贝尼托·墨索里尼在罗马举行国家法西斯党干部会议时，决定设置法西斯大委员会，黑衫军的领导人都成为委员会的议员。1923年1月12日，第一次大委员会在罗马的一家大酒店内举行。10月23日的第27次大委员会上，法西斯大委员会被确立为处于全国委员会、全国指导部之上的“法西斯最高机关”，1926年法西斯党党章修正之后被明确写入党章。1928年12月9日，大委员会为“国家的最高机关”正式被写入意大利法律，从法西斯党的机关成为国家的机关。1929年，法西斯党重修党章以后不再提到大委员会。
法西斯大委员会多次参与重大事项的讨论，但没有决策权，决策权掌握在墨索里尼一人手里。
1943年7月24日22时，最后一次法西斯大委员会会议在威尼斯宫举行。这一次会议上，迪诺·格兰迪提出了对墨索里尼的不信任动议，提议解除墨索里尼的首相职务，以19票赞成、8票反对和1票弃权通过（格兰迪决议）。随后，墨索里尼遭到逮捕，标志着法西斯政权体制的崩溃。